# Musikfestival

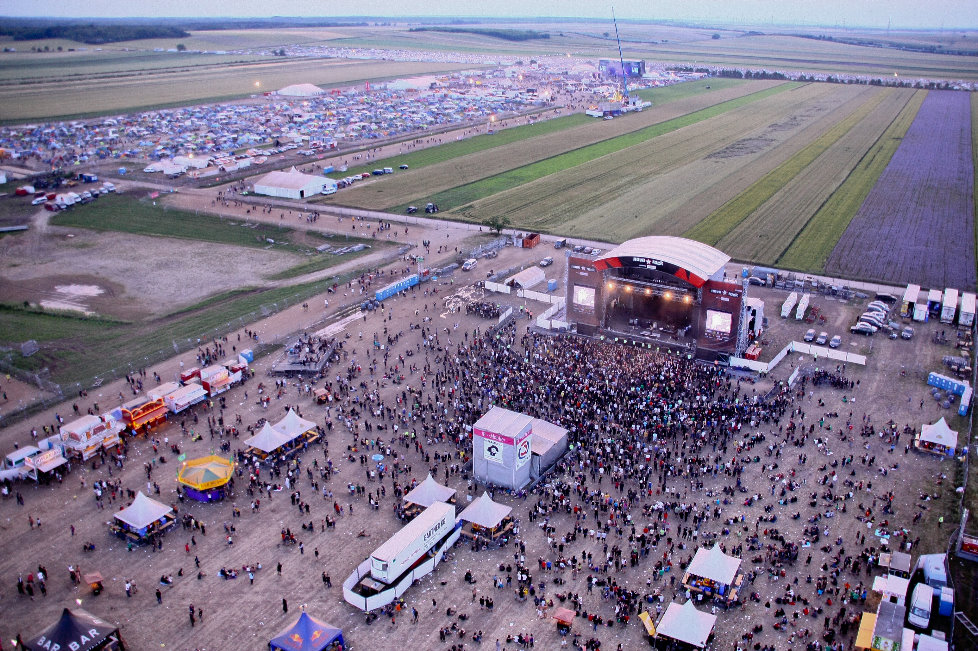
Musikfestival i Nickelsdorf, Österrike, som visar både festivalens huvudscen och campingområde.

En musikfestival är en festival som primärt är inriktad på musik. Ofta har arrangörerna koncentrerat sig på en musikgenre, såsom kammarmusik, opera, synth, dansband eller visa för att locka en särskild målgrupp. Vissa festivaler återkommer årligen, medan andra är engångshändelser.

## Historia
De Pythiska spelen vid Delfi räknas som en av de tidigaste musikfestivalerna som man känner till. Under medeltiden hölls festivaler ofta i form av tävlingar. I modern tid äger festivaler ofta rum i stora inhägnader, med inträdesavgifter, vakter, och flera scener, där olika band uppträder samtidigt för att programmet inte ska ta för mycket tid i anspråk. Många festivaler har även ett campingområde, för att besökaren ska slippa lägga tid på resor mellan sovplats och festivalplats.

## Festivaler i Sverige

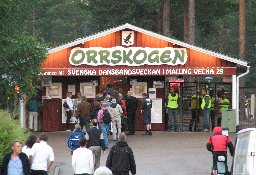
Svenska dansbandsveckan är ett exempel på en genreinriktad festival.

En av de äldsta musikfestivalerna i Sverige är Musik i Kullabygden med ren klassisk musik, som arrangerades första gången 1946. Den festival i Sverige som arrangerats längst utan avbruten följd är Visfestivalen i Västervik som varje sommar i juli sedan 1966 samlar den svenska artisteliten till Slottsruinen i Västervik, i fokus står texter och festivalen är känd för sin intimitet och närvaro mellan artist och publik. I Sverige arrangeras många olika musikfestivaler i hela landet, bland annat Festspelen i Piteå som är inriktat på västerländsk konstmusik, Gefle metal festival i Gävle med ett varierat utbud av internationella hårdrock- och metalband och Svenska dansbandsveckan i Malung. "Festivalen" är en musikfest som utgår från dalarna med populära pop-artister. 

## Historiska festivaler
Festivalen Summerfest i Milwaukee i Wisconsin är en 11-dagarsfestival som marknadsför sig som "The World's Largest Music Festival", en titel som är certifierad av Guinness rekordbok sedan 1999. Festivalen som arrangerats varje år sedan 1968, lockar årligen mellan 800 000 och 1 miljon personer. Ca 800 akter spelar på festivalen varje år.
Den historiska Woodstockfestivalen som arrangerades 1969 i USA lockade uppemot 500 000 besökare. Den polska festivalen Przystanek Woodstock 2014 lockade 750 000 besökare, vilket gjorde den till den största årliga utomhusfestivalen i Europa, och den näst största i världen. I jämförelse så har Roskildefestivalen i Danmark ungefär 135 000 besökare varje år.
Den brittiska Glastonburyfestivalen brukar locka ungefär 275 000 besökare, men hålls ungefär vart femte år, vilket gör den till den största festivalen i världen som inte hålls varje år. Den äldsta årliga festivalen inriktad på popmusik är Pinkpop Festival i Nederländerna som hållits sedan 1970.

## Dödsfall och sjukdomar
Det har förekommit flera dödsfall på festivaler, när besökarna har överträtt avspärrningarna för att komma närmare sina idoler på scenen, eller när antalet besökare har blivit för högt och någon fått panik så att andra har blivit nertrampade. Två av de mest kända dödsolyckorna i Norden är Hultsfredsfestivalen 1999 då en person klämdes till döds under en konsert med Hole, samt Roskildefestivalen 2000 då nio personer ihjäl och ett trettiotal personer skadades under en konsert med Pearl Jam.
Betydligt vanligare skador är svullna fötter, uttorkning, försämrad hörsel, förkylning, alkoholförgiftning och könssjukdomar.

## Festivalkultur

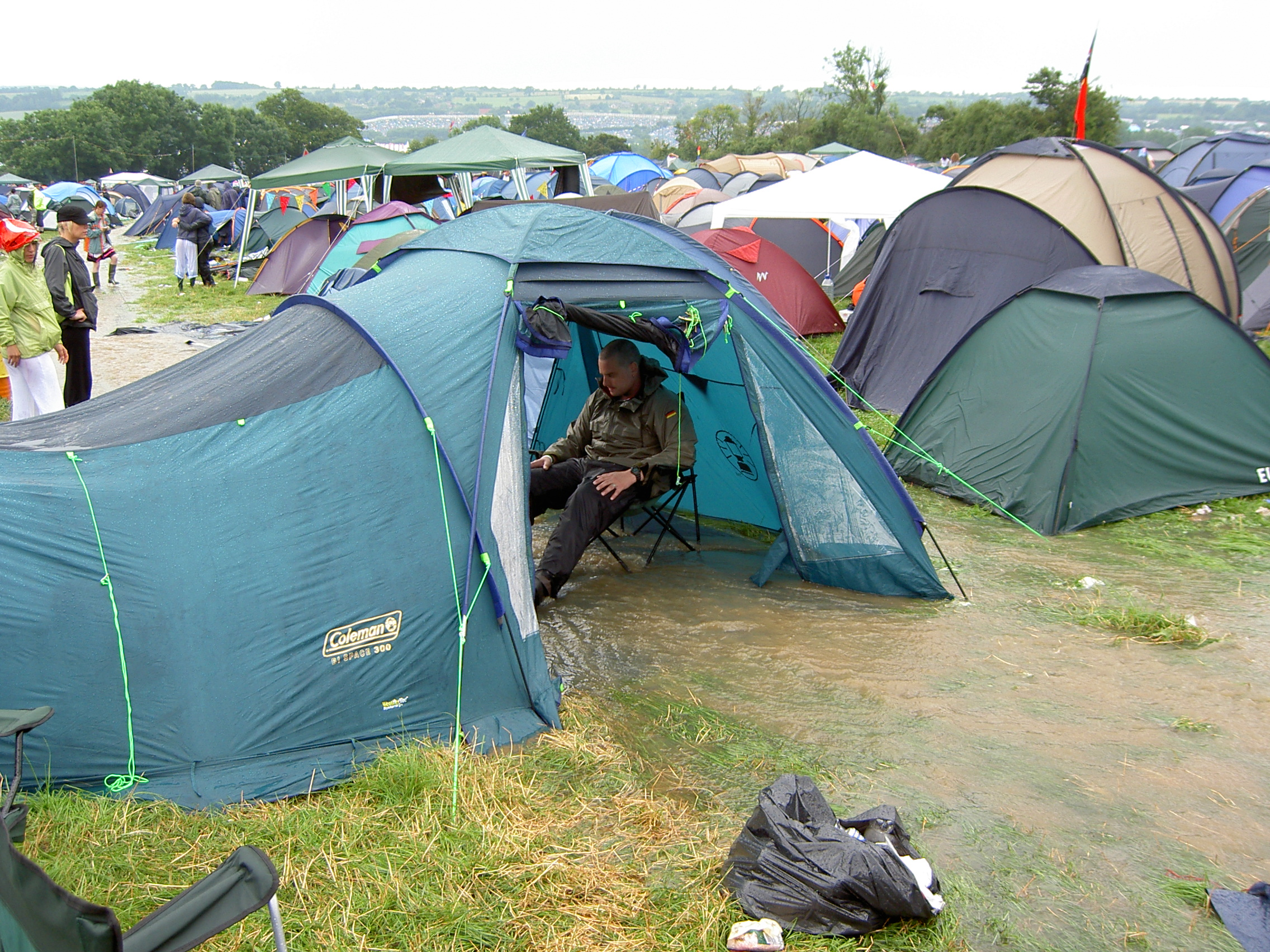
Översvämningar och lera är vanliga, som här på Glastonburyfestivalen 2005.

Folk som ofta åker på festival upptäcker snart fenomen som återkommer år efter år, och som på olika sätt blivit tradition på olika festivaler.
Fest
Förutom attraktioner i form av musik, matstånd och andra jippon så är en väldigt stor del av festivalerna själva festen. Många åker på festival just för den ofta så goda stämningens skull, och eftersom de flesta sover i tält på en stor campingplats blir denna en naturlig fest- och mötesplats. 
Camping
Ett populärt sätt att bo på campingen är i så kallade "camps" där man sätter ett flera tält nära varandra, gärna bildande en cirkel, och på så sätt skapar en egen liten festplats mitt bland alla andra tält. Partytält används ofta som mötesplatser, även om till exempel Arvikafestivalen tvingades förbjuda dem då de att de tagit för stor plats.
Flaggor
Att ha med sig en flagga på festival är ett mycket populärt fenomen. Flaggan kan till exempel ha en bild på en favoritartist, eller helt enkelt ha ett roligt motiv så att vänner och andra känner igen en i folksamlingarna. Många har med sig flaggor på långa stänger på konserterna, och en del flaggor ser man återkomma år efter år.